# Halbo C. Kool
Halbo Christiaan Kool (Groningen, 25 januari 1907 – Kortenhoef, vermoedelijk 26 mei 1968) was een Nederlands dichter, journalist, criticus en vertaler.

## Leven
Met schrijven begon Halbo Kool al rond 1920, en hij zette dat voort tijdens zijn middelbareschooltijd, die hij doorbracht aan een gymnasium en de Rijks-HBS in Groningen, als 'internist' aan het Christelijk Lyceum in Zeist en ten slotte aan het Willem Lodewijk Gymnasium in Groningen, waar hij uiteindelijk in 1927 eindexamen deed.
Al voor zijn debuutbundel De Tooverformule in 1930 had Kool een reputatie als Nederlands jongste dichter en is later als een literair wonderkind bestempeld. Hij heeft, ondanks de steun van H. Marsman, deze belofte nimmer geheel waar kunnen maken. Desalniettemin bleef Kool zijn gehele leven dichten en schrijven, onder andere als journalist van Het Volk (na WO II Het Vrije Volk) en als criticus voor onder meer Den Gulden Winckel en Critisch Bulletin. Een gedeelte van zijn werk, vooral uit de jaren dertig, is sterk geëngageerd. Ook anderszins stond zijn leven in dienst van de letterkunde. Als voorzitter van een fonds gaf hij tijdens de Tweede Wereldoorlog financiële ondersteuning aan schrijvers. Hij was een van de samenstellers van het in 1944 illegaal verschenen Vrij Nederlandsch Liedboek. Bovendien was hij in 1944 medeoprichter en vervolgens bestuurslid van de tot de bevrijding clandestiene uitgeverij De Bezige Bij.
Kool onderhield van jongs af aan vriendschappen met schrijvers die wel al tijdens hun leven faam en roem oogsten. Veel van zijn vrienden en collega schrijvers hebben de oorlog niet overleefd. Het verliezen van deze vrienden en collega's, onder wie Hendrik Marsman (die hem lanceerde in 1925 in De Vrije Bladen en hem steunde bij zijn eerste bundel), Jan Campert, Jo Otten, Menno ter Braak, en Edgar du Perron, was een grote klap voor Kool, die hij eigenlijk nooit meer te boven is gekomen. In zijn gedicht Anno 1946 beschrijft hij zijn "geliefde vrienden". In de jaren dertig stelde hij met C.J. Kelk diverse succesvolle bloemlezingen van Nederlandse dichtkunst samen.
In de jaren na de oorlog had de getrouwde Kool een verhouding met zijn secretaresse, de latere minister Irene Vorrink. Toen Vorrink zwanger werd, trouwde ze, om de publieke schande voor haar en haar vader, PvdA-leider Koos Vorrink, te ontlopen, met Joop Zwart.
Na de Tweede Wereldoorlog was Kool werkzaam voor de uitgever van Het Vrije Volk, De Arbeiderspers, en redigeerde toen het blad Wereldspiegel. In die tijd had hij contact met onder anderen Gerard van het Reve, vandaar dat hij model stond voor Arend Wortel in diens De Avonden (1947) (zie artikel van Nick van Tilburg). Vanaf ca. 1948 werkte hij enige tijd voor het ANP en vervolgens, van 1949-1963, voor de Wereldomroep, als freelancer voor onder andere de Artistieke Staalkaart van de VARA, en rond 1965 korte tijd als vertaler bij de EEG in Brussel. Van zijn vele vertalingen dienen genoemd te worden 1984 van George Orwell en de talloze vertalingen van psychologische en Maigretromans van Georges Simenon. Een grote verdienste van hem was de organisatie van een reeks poëzieavonden in het Mickery-theater in Loenersloot in de tweede helft van 1966, die aanvankelijk zeer succesvol was maar wegens financiële tekorten en een afnemende belangstelling moest stoppen.
Kort voor zijn overlijden verscheen een briefwisseling tussen Ter Braak en Du Perron. Daaruit komt het beeld naar voren dat de vriendschap tussen Kool, die enkele zeer kritische artikelen met name over het werk van Ter Braak publiceerde, en henzelf niet wederzijds was. Volgens Jeroen Brouwers in zijn standaardwerk over zelfmoord in de Nederlandse letterkunde, De Laatste Deur, heeft dit, in combinatie met het uitblijven van erkenning en problemen in de relationele sfeer, wellicht bijgedragen aan zijn zelfmoord.
Kool overleed in 1968 op 61-jarige leeftijd. Zijn lichaam werd op 30 mei van dat jaar langs de Lambrechtskade in Kortenhoef dood aangetroffen.

## Pseudoniemen
Halbo Kool publiceerde al vroeg onder een hele stoet van pseudoniemen: Allan (1924), Oom Hik (1924), Van de Plant jr. (1925), Ad Interem. (1928), S. O. S. (1928-30), Lange Maarten of Lange Meerten (1928-32) en met andere Groningse dichters Community Singing (1930), in de jaren dertig Ad Int. (1935) en — C. — (1936-40), tijdens WO II Chris van Groningen (1941), na WO II J.H. (Jan Hendrik) Janzen Jzn. (1946-48), Ad Interim (1947) en Chris van Groeningen (1948), en mogelijk ook Notator (1946) en Karel C. Hazehart (1963).

## Nagedachtenis
Het lied Een wonderkind van 50 van Lennaert Nijgh, gezongen door met name Boudewijn de Groot, is deels geïnspireerd door Kools tragische leven.
Aangezien Kools graf in Hilversum op de nominatie stond om geruimd te worden en de wens bestond om hem te blijven gedenken, zijn pogingen gedaan om zijn stoffelijke resten elders te herbegraven. Dat is uiteindelijk gelukt: hem viel op 2 september 2016 postuum de eer te beurt om als eerste bijgezet te worden op de Erebegraafplaats Kunstrijk voor dichters, schrijvers en andere cultuurdragers op de natuurbegraafplaats "De Utrecht" bij Esbeek onder Tilburg.

## Werken
- De tooverformule (poëzie, 1930)
- Het Pierement door Community Singing (samen met J.C. Noordstar (= Arnold Tammes), N.E.M. Pareau (= Herman Jan Scheltema]), Herman Poort en Hendrik de Vries) (1930)
- Scherven (De Vrije Bladen) (poëzie, 1932)
- Wij, erfgenamen (meispel, 1938)
- Levend land. Openluchtspel (samen met Ernst van Daele, pseudoniem van Victor E. van Vriesland) (1939)
- Rond het eeuwige vuur in de rode nederzetting (lekenspel, 1939)
- De burgers van Calais (lekenspel, 1939)
- Een nieuw welkomstlied. Muziek Margit Leiker. Illustr. Henk Krijger (1944)
- Nieuw welkomstlied. Muziek Margit Leiker. Illustr. Marten Toonder (1944)
- Roodboek. Poëzie-Album (poëzie, 1947)
- Het spel van de Vogel Phoenix. Muziek Carla Kohnstamm (lekenspel, 1948; sterk gewijzigde versie: 1951)
- Een roos in het knoopsgat (detective, 1948; herdr. 1951)
- Sleutelromance (poëzie, 1950)
- Tussen zon en schaduw: Vincent van Gogh (1953, 1958)
- Muze zonder corset – Tien thema's met variaties ter inleiding op de experimentele poëzie (inleiding tot Vijftigers, 1955)
- Morgengave voor meerminnen (poëzie, 1968)
- Mijn muze en de pop Amalia. Ongepubliceerd proza. Samenst. Niels Bokhove & Halbo C. Kool fils (2022)

### Bloemlezingen
- Nieuwste Dichtkunst (samen met C.J. Kelk, 1934, en herdr.)
- Middel-Nederlandsche Lyriek (samen met C.J. Kelk, 1934, en herdr.)
- Moderne Lyriek (samen met C.J. Kelk, 1935, en herdr.)
- Stekelbaarzen en Hekelvaerzen (samen met C.J. Kelk, 1938)
- De liefde zingt in verzen (1941)
- Gedachten van Erasmus (1941)
- Gedachten van Jacob Cats (1941)
- Voordrachten V. Een bundel gedichten ten dienste van afdelingsavonden van V.C.J.C.-groepen (Vrijzinnig Christelijke Jeugdcentrale; na 1941, vermoedelijk 1944)
- Het Vrij Nederlandsch Liedboek (samenstelling, samen met Jan H. de Groot en Han G. Hoekstra, 1944)
- De fabelwereld (samenstelling, 1960)

### Bewerkingen
- Aristophanes, De vogels. Vert. C. Deknatel. Bewerkt en gemoderniseerd door Halbo C. Kool en (regisseur) Ben Groeneveld (1938)
- Stefan Zweig, Jeremia (lekenspel, 1938)
- Nicolas Restif de la Bretonne, De Liefdesavonturen van Monsieur Nicolas. Bewerkt door Halbo C. Kool (naar de oorspronkelijke uitgave van Henri Borel, Den Haag, Kruseman, 1964)

## Secundaire literatuur
- Paul Arnoldussen, "De cafés van Halbo Kool (1907-1968)", Het Parool, 27-3-1998.
- Niels Bokhove, "De dichter-criticus Halbo C. Kool en Hilversum", Eigen Perk. Hilversums Historisch Tijdschrift 28 (2009) nr. 3 (sept.), p. 101-109.
- id., "Poëzie in Mickery. Halbo C. Kools poëzieavonden in 1966", De Parelduiker 23 (2018) 2, p. 2-19.
- id., "'deze ongetwijfeld uitnemende periodiek'. Het geheimzinnige tijdschriftje Carte Blanche", De Parelduiker 24 (2019) 4, p. 35-46.
- id., "Wie schreef wat voor Het Pierement? ", Argus 4 (2021) 96 (16 febr.).
- Henk van Delden, Lijkzang voor een wonderkind (Leiden, 1971).
- Max Dendermonde, Twee wonderkinderen in en na de oorlog of Hoe Halbo C. Kool zogenaamd verraad pleegde aan de literatuur (Oosterbeek, 1994/95). Ook over Louis Th. Lehmann.
- Henk van Gelder, "Een niet ontbloeide dichter", NRC Handelsblad, 10-6-1996.
- Hans Heesen & Harry Jansen, "Halbo C. Kool, een domme jongen", id., Pen in ruste. Schrijversgraven in Midden-Nederland (Baarn, 2001), p. 125-127.
- Gerrit Komrij, "Trou moet blijcken - Anno 1946", NRC Handelsblad, 15-4-1999.
- Halbo Kooltje, "Gemengde gevoelens" (n.a.v. W. Bronzwaer, "De vrouw in de vitrine", De Revisor 19 (1992) 1), De Revisor 19 (1992) 4, p. 80-86. - Reactie hierop van W. Bronzwaer in De Revisor 19 (1992) 5, p. 85.
- Halbo Kool(tje), "Pro domo" (reactie met correcties op het artikel van Van Tilburg in Tirade), Tirade 53 (2009) 428.
- D.F. van de Pol, "De dood van een dichter. Halbo C. Kool was 'een jaargetijde in de hel'", Vrij Nederland, 8-6-1968.
- Nick van Tilburg, "Halbo C. Kool. Zijn rol in De Avonden en relatie tot Gerard Reve", Tirade 53 (2009) 427, p. 69-78.